# Станковић
Станковић је уобичајено презиме настало од јужнословенског мушког имена Станко . Станковић је осмо презиме по учесталости у Србији, а уобичајено је и у Хрватској, са 2.842 носиоца (попис 2011).

## Географска распрострањеност
Од 2014. године 81,6% свих познатих носилаца презимена Станковић били су становници Србије (фреквенција 1:175), 8,4% Босне и Херцеговине (1:840), 3,4% Хрватске (1:2457), 3,2% Косово* (1:1.147) и 2,4% Црне Горе (1:529).
У Србији је учесталост презимена била већа од националног просека (1:175) у следећим регионима:
- 1. Јабланички округ (1:36)
- 2. Пчињски округ (1:55)
- 3. Нишавски округ (1:63)
- 4. Топлички округ (1:74)
- 5. Зајечарски округ (1:91)
- 6. Пиротски округ (1:91)
- 7. Подунавски округ (1:138)
- 8. Борски округ (1:139)
- 9. Браничевски округ (1:142)
- 10. Поморавски округ (1:156)

## Људи
- Аца Станковић (рођен 1967), српски скакач мотком
- Борис Станковић (рођен 1980), рагби играч Новог Зеланда
- Борисав Станковић (1876–1927), српски писац реалиста
- Борислав Станковић (1925–2020), српски кошаркашки администратор, дугогодишњи председник ФИБА, пензионисани кошаркаш
- Бранко Станковић (1921–2002), српски фудбалер и тренер
- Дејан Станковић (фудбалски менаџер) (рођен 1957) српски фудбалер и менаџер са аустријским држављанством
- Дејан Станковић (рођен 1978), српски фудбалер
- Дејан Станковић (фудбалер на песку) (рођен 1985), швајцарски фудбалер на песку српског порекла
- Елиза Станковић (рођена 1981), аустралијска тркачица у инвалидским колицима
- Јон Горенц Станковић (рођен 1996), словеначки фудбалер
- Јован Станковић (рођен 1971), српски фудбалер
- Корнелије Станковић (1831–1865), српски композитор
- Марко Станковић (рођен 1986), аустријски фудбалер
- Мато Станковић (рођен 1970), хрватски тренер у футсалу
- Милан Станковић (рођен 1987), српски певач
- Милић Станковић, рођено име сликара Милића од Мачве
- Милован Станковић (рођен 1969), српски књижевник
- Васил Станкович (рођен 1946), совјетски мачевалац
- Јевхен Станкович (рођен 1942), украјински композитор
- Зоран Станковић (рођен 1954), лекар и политичар, министар одбране Србије (2005–2007)